# Magno Nazaret
Magno Prado Nazaret (Dourados, 17 de janeiro de 1986) é um ciclista brasileiro que atualmente (2014) compete pela equipe Funvic Brasilinvest - São José dos Campos (2013).
Sua especialidade é o contrarrelógio, mas também é considerado um montanhista, o que lhe qualifica como um ciclista de corridas por etapas. É o campeão brasileiro de contrarrelógio de 2011, vencedor da Vuelta del Uruguay de 2012 e da Volta Ciclística de São Paulo por duas vezes seguidas, em 2012 e 2014.

## Carreira

### Primeiros anos
Magno começou a pedalar com 15 anos, quando conheceu um grupo de ciclistas que treinava para uma competição em sua cidade. Ele se juntou a eles e venceu a prova, na categoria juvenil. Ele se mudou para Campo Grande, e passou a defender a equipe da Gilmar Bicicletas em 2003. Neste ano, foi Campeão Brasileiro de CRI Júnior, campeão Estadual e campeão, na categoria Open (sub-18), da Prova Ciclística 9 de Julho.

### 2005-2006
Em 2005, Magno foi para a equipe Scott-Marcondes César-São José dos Campos. Com 19 anos, continuou mostrando um bom potencial, ao conseguir a 3ª colocação no Campeonato Brasileiro de Ciclismo Contra-Relógio Sub-23. Neste ano, foi convocado pela seleção brasileira pela primeira vez para disputar o Campeonato Mundial de Ciclismo, na Espanha. Em 2006, teve um ano com diversos bons resultados, nos quais já começou a mostrar sua habilidade não só nos contrarrelógios, com a medalha de prata no Campeonato Pan-Americano de CRI e 3º lugar no Campeonato Brasileiro de CRI, mas também nas corridas por etapas. Além de ficar entre os 10 melhores na classificação geral de 4 das principais voltas ciclísticas do país, Magno também ganhou uma etapa na Volta de Porto Alegre, uma etapa na Volta de São Paulo e uma etapa na Volta do Paraná. Entretanto, neste ano Magno enfrentou problemas com doping. Antes do Campeonato Mundial daquele ano, Magno teve registrada uma taxa alta e anormal de hematócitos, e foi afastado do evento. Logo após o teste, o ciclista foi submetido a um outro exame com coleta de urina. Nenhuma substância proibida foi achada, e Nazaret foi inocentado do caso.

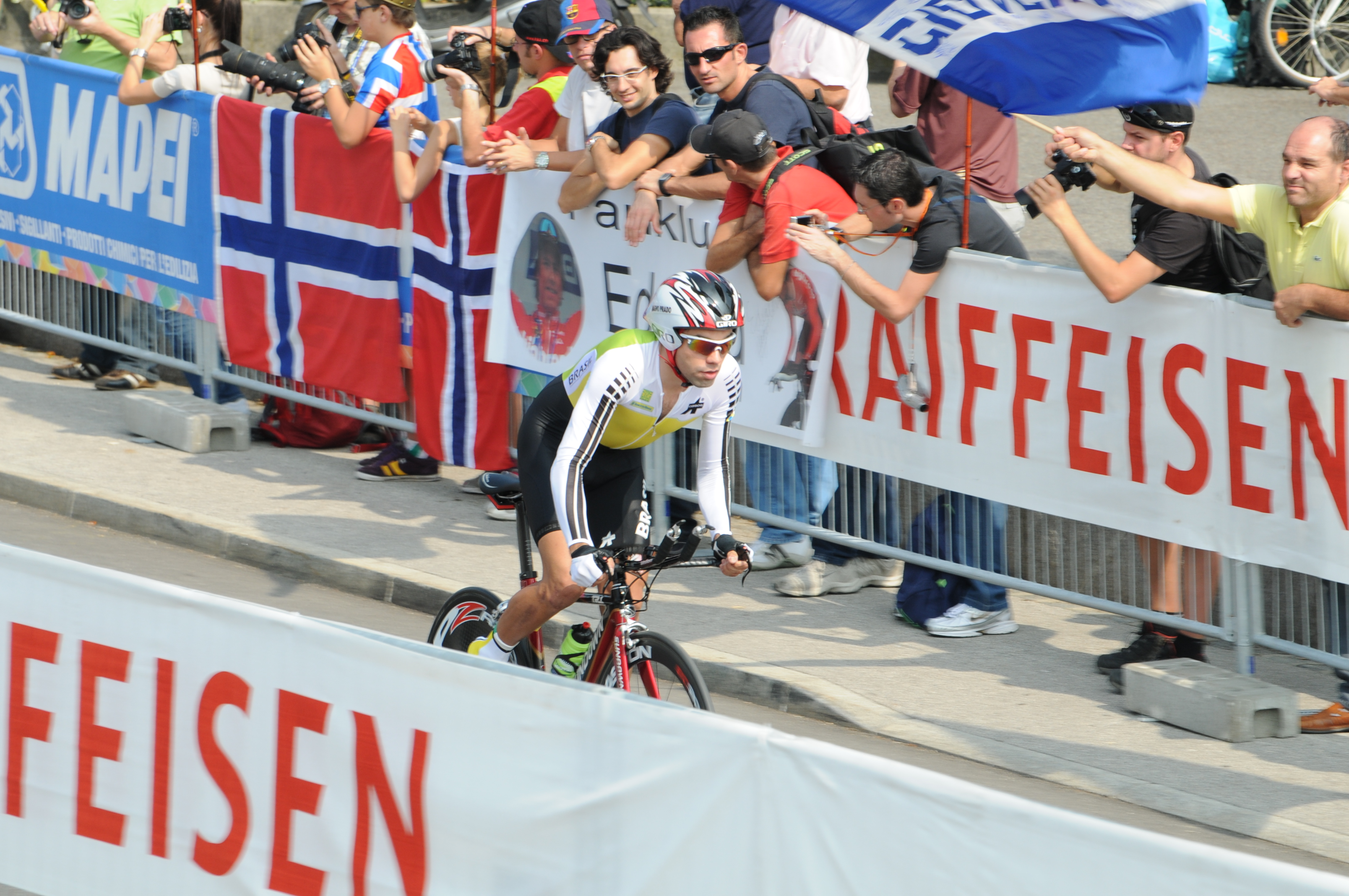
Magno Nazaret no Campeonato Mundial de Contrarrelógio 2009, em Mendrisio

### 2007-2009
Em 2007, ganhou uma etapa da Vuelta por un Chile Lider, sendo o 2º lugar na classificação geral, e ficou no pódio final da Volta do Rio de Janeiro. Poucas semanas depois, ganhou a etapa de CRI da Volta de São Paulo e a classificação geral; mas na 8ª etapa da corrida, testou positivo no anti-doping para a substância sibutramina. Foi suspenso por 6 meses, até o fim de 2007, e perdeu o resultado na Volta de São Paulo (que passou para as mãos de Marcos Novello). De acordo com Magno e sua equipe, a sibutramina veio por contaminação de um suplemento.
Nos anos seguintes, voltou a alcançar várias vitórias, e confirmou a habilidade nas corridas por etapas, através de resultados como melhor ciclista jovem (sub-25) no Tour de San Luis de 2008 e o 3º lugar na classificação geral da Volta de São Paulo. Em 2009, participou do Campeonato Mundial de Ciclismo, em Mendrisio, na Suíça, terminando a prova do contrarrelógio individual em 46º.

### 2010-2011
Em 2010, competiu pela equipe Scott-Marcondes César-São José dos Campos até Setembro deste ano, quando uma crise financeira levou a equipe a falir. Magno Prado então fechou um contrato com a Funvic - Pindamonhangaba, a mesma equipe pela qual já havia competido em 2009 (antes de voltar para a equipe de São José dos Campos). Já correndo pela equipe de Pindamonhangaba, Nazaret participou da Volta Ciclística de São Paulo, onde venceu o CRI da etapa 4a, assumindo a 2ª colocação na classificação geral com o resultado. A penúltima etapa da competição viria a ser a decisiva para o resultado final. Magno começou a etapa em 2ª na geral, a 14 segundos do líder, numa boa situação para vencer a classificação geral da Volta Ciclística, título que já perseguia há 3 anos. Entretanto, ele perdeu mais de 2 minutos para o vencedor da etapa Gregory Panizo nas subidas até Campos do Jordão, e a vantagem de 1' 06" que tinha para Panizo antes da etapa não foi suficiente para impedir que o ciclista da DataRo tomasse a liderança na classificação geral. Após o fim da etapa, Magno chorou, desolado com o resultado, enquanto Panizo tornou-se o primeiro bicampeão da Volta de São Paulo.
Em 2011, Magno finalmente se tornou campeão brasileiro de contrarrelógio, após dois pódios neste (2006 e 2010). Também venceu uma etapa do Tour do Rio, e, apesar de ter terminado somente em 13º na classificação geral, foi o vencedor da classificação por pontos.

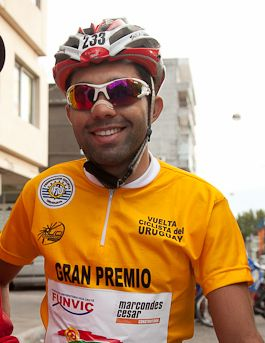
Magno Nazaret com a camisa de líder na Vuelta del Uruguay 2012

### 2012
O ano de 2012 começou bem para Nazaret. Em uma das primeiras corridas do ano, o Tour de San Luis, na Argentina, ficou em 7º lugar na classificação geral (6º após a suspensão de Alberto Contador), sendo 5º no CRI da 4ª etapa, e 7º na etapa de montanha seguinte. A corrida teve a presença de alguns dos principais atletas do ciclismo mundial, como Levi Leipheimer e Alberto Contador. O último, considerado um dos melhores ciclistas do mundo na época, foi batido por Nazaret no contrarrelógio. Inicialmente, Nazaret havia repetido seu resultado de 2006 ao ser o 2º colocado no Campeonato Pan-Americano de Contrarrelógio, somente atrás do argentino Matías Médici. Entretanto, Médici foi posteriormente culpado de doping por um teste anti-doping positivo para eritropoietina (EPO) na corrida Rutas de América, em fevereiro. Médici foi suspenso por dois anos e perdeu todos os resultados desde o exame positivo. Com isso, o título passou para Nazaret, que conquistou seu primeiro título pan-americano. Em abril, Nazaret venceu a Vuelta del Uruguay, levando também a etapa de contrarrelógio, decisiva no resultado final. Devido a um resfriado, não pôde defender o título de campeão brasileiro de CRI em 2012.
Junto com Murilo Fischer e Gregory Panizo, foi um dos 3 representantes brasileiros no ciclismo de estrada nas Olimpíadas de Londres 2012. Na prova do contrarrelógio, terminou em 26º lugar. Também participou da Volta a Portugal, onde conseguiu a 6ª colocação na etapa de contrarrelógio, a etapa 9. Nazaret então foi à Volta Ciclística de São Paulo como um dos favoritos à vitória na classificação geral. Venceu o CRI da 3ª etapa, colocando-se nessa etapa na posição de líder da prova. Defendeu-se nas etapas restantes da competição, conseguindo subir ao pódio novamente na 7ª etapa, a principal de montanha da corrida, onde foi o 2º lugar. No dia seguinte, confirmou o favoritismo ao vencer a classificação geral da Volta Ciclística de São Paulo. Em 21 de novembro, Magno Nazaret foi anunciado o vencedor do Prêmio Brasil Olímpico 2012 na modalidade de ciclismo de estrada.

### 2013
Diferentemente de 2012, o começo de 2013 não foi tão bom para Nazaret. Participou da Copa América de Ciclismo e do Tour de San Luis, mas abandonou ambas as provas. Sua equipe não participou da Vuelta del Uruguay, que ele havia ganhado em 2012. Entretanto, voltou a conquistar bons resultados em abril, no Tour de Santa Catarina: terminou entre os 5 primeiros em duas etapas, e chegou a estar a 4 segundos da liderança da prova, mas perdeu tempo nas principais etapas de montanha e acabou em 4º na classificação geral. Apesar disso, ajudou seu companheiro de equipe Otávio Bulgarelli a vencer a classificação geral da prova. No começo de maio, compôs a seleção brasileira no Campeonato Pan-Americano de Ciclismo, terminando em 6º dos 10 participantes no contra-relógio, no qual foi atrapalhado por uma queda, e 27º na prova de estrada. No final de junho, conquistou a 2ª colocação no Campeonato Brasileiro de Contra-Relógio, subindo ao pódio pela terceira vez em suas últimas três participações na prova.
Nazaret participou, em agosto, do Tour of Utah, nos Estados Unidos. Junto com Alex Diniz, foi um dos destaques da equipe, sendo o melhor colocado da Funvic na 5ª etapa, a principal etapa de montanha da prova, na qual terminou em 20º lugar. Na última etapa, Nazaret abandonou a prova alegando não se sentir muito bem. Participou ainda do Tour do Rio, com uma atuação relativamente modesta, alcançando sua melhor colocação na 3ª etapa, a principal etapa de montanha da prova, na qual terminou em 16º. Ainda assim, sua regularidade durante as etapas lhe garantiu a 13ª colocação na classificação geral, sendo o 5º melhor brasileiro da prova.

## Principais resultados
2003
1º - Campeonato Brasileiro de Ciclismo CRI Júnior
2005
3º - Campeonato Brasileiro de Ciclismo CRI Sub-23
2006
1º - GP São Paulo
3º - Classificação Geral da Volta de Porto Alegre
1º - Etapa 3
7º - Classificação Geral da Volta Ciclística de São Paulo
1º - Etapa 8
6º - Classificação Geral da Volta Ciclística do Paraná
2º - Etapa 3
1º - Etapa 5
1º  Campeonato Pan-Americano CRI Sub-23
2º  Campeonato Pan-Americano CRI
3º - Campeonato Brasileiro de CRI
4º - Tour de Santa Catarina
2007
2º - Classificação Geral da Vuelta por un Chile Lider
1º - Etapa 8
3º - Classificação Geral da Volta do Rio de Janeiro
2008
3º - Classificação Geral do Giro do Interior de São Paulo
2º - Etapa 1 (CRI)
5º - Classificação Geral do Tour de San Luis
 1º - Classificação de Jovens (Sub-25)
3º - Classificação Geral da Volta Ciclística de São Paulo
1º - Etapa 3 (CRI)
1º - Copa Recife Speed Bike
2009
3º - Classificação Geral do Giro do Interior de São Paulo
4º - Classificação Geral da Vuelta del Uruguay
5º - Classificação Geral do Tour de Santa Catarina
3º - Classificação Geral da Volta Ciclística de São Paulo
3º - Etapa 1
3º - Etapa 2
2010
2º - Classificação Geral da Rutas de América
1º - Etapa 5b (CRI)
2º - Campeonato Brasileiro de CRI
3º - Campeonato Brasileiro de Resistência
1º - Classificação Geral da Copa Light de Ciclismo
1º - Prova do Contra-Relógio
2º - Classificação Geral da Volta Ciclística de São Paulo
1º - Etapa 4a (CRI)
6º - Ranking Brasileiro de Ciclismo de Estrada
2011
1º  Campeonato Brasileiro de CRI
1º  Classificação por pontos do Tour do Rio
1º - Etapa 4
2012
6º - Classificação Geral do Tour de San Luis
1º  Campeonato Pan-Americano CRI
1º  Classificação Geral da Vuelta del Uruguay
1º - Etapa 8 (CRI)
1º  Classificação Geral da Volta Ciclística de São Paulo
1º - Etapa 3 (CRI)
2º - Etapa 7
2013
4º - Classificação Geral do Tour de Santa Catarina
2º - Campeonato Brasileiro de CRI
2014
1º  Classificação Geral da Volta Ciclística de São Paulo
1º - Etapa 3
1º - Etapa 4 (CRI)
3º - Etapa 6